# Pediasia serraticornis
Pediasia serraticornis là một loài bướm đêm trong họ Crambidae.